# Домашів (Шептицький район)
Домаші́в — село в Україні, у Белзькій міській громаді Шептицького району Львівської області. Населення становить 925 осіб.

## Історія
Село детально описане в королівській люстрації 1565 року.
На 1 січня 1939 року у селі мешкало 1560 осіб (1240 українців-греко-католиків, 160 українців-римокатоликів, 110 поляків, 30 євреїв і 20 німців). Місцева греко-католицька парафія належала до Угнівського деканату Перемишльської єпархії. Село входило до ґміни Брукенталь Равського повіту Львівського воєводства Польської республіки. Після анексії СРСР Західної України в 1939 році село включене до Угнівського району Львівської області.

## Відомі люди

### Народилися
- Лис Василь Михайлович — український прозаїк, журналіст, художній документаліст, публіцист. Заслужений журналіст України.